# Дискографія iKon
Південнокорейський бой-бенд iKon випустив чотири студійні альбоми, чотири мініальбомів, одина збірка, один концертний альбом, один сингл-альбом і вісімнадцять синглів.

## Альбоми

### Студійні альбоми
| Назва                                                                            | Деталі альбому                                                                                  | Пікові позиції у чартах | Пікові позиції у чартах | Пікові позиції у чартах | Пікові позиції у чартах | Пікові позиції у чартах | Продажі                                                  |
| Назва                                                                            | Деталі альбому                                                                                  | KOR                     | FRA                     | JPN Oricon              | JPN Hot                 | US World                | Продажі                                                  |
| Корейські                                                                        | Корейські                                                                                       | Корейські               | Корейські               | Корейські               | Корейські               | Корейські               | Корейські                                                |
| -------------------------------------------------------------------------------- | ----------------------------------------------------------------------------------------------- | ----------------------- | ----------------------- | ----------------------- | ----------------------- | ----------------------- | -------------------------------------------------------- |
| Welcome Back                                                                     | - Реліз: 1 жовтня 2015 - Лейбл: YG Entertainment - Формат: CD, цифрове завантаження             | 1                       | —                       | 22                      | —                       | 3                       | - Південна Корея: 159,747 - Японія: 101,384 - США: 1,000 |
| Welcome Back                                                                     | - Реліз: 24 грудня 2015 - Лейбл: YG Entertainment, YGEX - Формат: CD, DVD, цифрове завантаження | 1                       | —                       | 3                       | —                       | 2                       | - Південна Корея: 159,747 - Японія: 101,384 - США: 1,000 |
| Return                                                                           | - Реліз: 25 січня 2018 - Лейбл: YG Entertainment, YGEX - Формат: CD, цифрове завантаження       | 2                       | 117                     | 1                       | 23                      | 4                       | - Південна Корея: 107,621 - Японія: 81,988 - США: 1,000  |
| Take Off                                                                         | - Реліз: 4 травня 2023 - Лейбл: 143 Entertainment - Формат: CD, цифрове завантаження            | 4                       | —                       | —                       | —                       | —                       | - Південна Корея: 122,904                                |
| Японські                                                                         |                                                                                                 |                         |                         |                         |                         |                         |                                                          |
| New Kids                                                                         | - Реліз: 27 лютого 2019 - Лейбл: YGEX - Формат: CD, цифрове завантаження                        | —                       | —                       | 5                       | 7                       | —                       | - Японія: 27,169                                         |
| Flashback [+ I Decide]                                                           | - Реліз: 7 липня 2022 - Лейбл: YGEX - Формат: CD, цифрове завантаження                          | —                       | —                       | 7                       | 5                       | —                       | - Японія: 11,542                                         |
| «—» релізи, що не потрапили у чарти або не були випущені у відповідних регіонах. |                                                                                                 |                         |                         |                         |                         |                         |                                                          |

### Перевидання
| Назва        | Деталі альбому                                                                     | Пікові позиції у чартах | Пікові позиції у чартах | Продажі                                  |
| Назва        | Деталі альбому                                                                     | KOR                     | JPN                     | Продажі                                  |
| ------------ | ---------------------------------------------------------------------------------- | ----------------------- | ----------------------- | ---------------------------------------- |
| The New Kids | - Реліз: 7 січня 2019 - Лейбл: YG Entertainment - Формат: CD, цифрове завантаження | 1                       | 30                      | - Південна Корея: 68,728 - Японія: 2,280 |

### Збірки
| Назва                  | Деталі альбому                                                       |
| ---------------------- | -------------------------------------------------------------------- |
| iKon Single Collection | - Реліз: 28 грудня 2016 - Лейбл: YGEX - Format: цифрове завантаження |

### Концертні альбоми
| Назва                                               | Деталі альбому                                                                      | Пікові позиції у чартах | Пікові позиції у чартах | Продажі                               |
| Назва                                               | Деталі альбому                                                                      | KOR                     | JPN                     | Продажі                               |
| --------------------------------------------------- | ----------------------------------------------------------------------------------- | ----------------------- | ----------------------- | ------------------------------------- |
| 2016 iKon — iKoncert Showtime Tour in Seoul Live CD | - Реліз: 4 травня 2016 - Лейбл: YG Entertainment - Формат: CD, цифрове завантаження | 3                       | 104                     | - Південна Корея: 8,772 - Японія: 937 |

### Мініальбоми
| Назва               | Деталі мініальбому                                                                  | Пікові позиції у чартах | Пікові позиції у чартах | Пікові позиції у чартах | Пікові позиції у чартах | Пікові позиції у чартах | Продажі                                                |
| Назва               | Деталі мініальбому                                                                  | KOR                     | FRA Dig.                | JPN Oricon              | JPN Hot                 | US World                | Продажі                                                |
| ------------------- | ----------------------------------------------------------------------------------- | ----------------------- | ----------------------- | ----------------------- | ----------------------- | ----------------------- | ------------------------------------------------------ |
| New Kids: Continue  | - Реліз: 2 серпня 2018 - Лейбл: YG Entertainment - Формат: CD, цифрове завантаження | 2                       | 60                      | 25                      | 22                      | 4                       | - Південна Корея: 109,481 - Японія: 5,234 - США: 1,000 |
| New Kids: The Final | - Реліз: 1 жовтня 2018 - Лейбл: YG Entertainment - Формат: CD, цифрове завантаження | 1                       | 61                      | 32                      | 24                      | 5                       | - Південна Корея: 59,484 - Японія: 3,275 - США: 1,000  |
| I Decide            | - Реліз: 6 лютого2020 - Лейбл: YG Entertainment - Формат: CD, цифрове завантаження  | 3                       | Н/Д                     | 15                      | —                       | —                       | - Південна Корея: 55,254 - Японія: 5,306               |
| Flashback           | - Реліз: 3 травня 2022 - Лейбл: YG Entertainment - Формат: CD, цифрове завантаження | 2                       | Н/Д                     | 10                      | 9                       | —                       | - Південна Корея: 99,918 - Японія: 832                 |

### Сингл-альбоми
| Назва           | Деталі альбому                                                                             | Пікові позиції у чартах | Пікові позиції у чартах | Продажі                                   |
| Назва           | Деталі альбому                                                                             | KOR                     | JPN                     | Продажі                                   |
| --------------- | ------------------------------------------------------------------------------------------ | ----------------------- | ----------------------- | ----------------------------------------- |
| New Kids: Begin | - Реліз: 22 травня 2017 - Лейбл: YG Entertainment, YGEX - Формат: CD, цифрове завантаження | 2                       | 1                       | - Південна Корея: 70,949 - Японія: 43,082 |

## Сингли
| Назва | Рік                       | Пікові позиції у чартах   | Пікові позиції у чартах   | Пікові позиції у чартах   | Пікові позиції у чартах   | Пікові позиції у чартах   | Продажі                                  | Сертифікації              | Альбом                    |
| Назва | Рік                       | JPN Circle                | KOR Hot                   | JPN Oricon                | JPN Hot                   | US World                  | Продажі                                  | Сертифікації              | Альбом                    |
| Додебютні сингли (Team B) | Додебютні сингли (Team B) | Додебютні сингли (Team B) | Додебютні сингли (Team B) | Додебютні сингли (Team B) | Додебютні сингли (Team B) | Додебютні сингли (Team B) | Додебютні сингли (Team B)                | Додебютні сингли (Team B) | Додебютні сингли (Team B) |
| --- | ------------------------- | ------------------------- | ------------------------- | ------------------------- | ------------------------- | ------------------------- | ---------------------------------------- | ------------------------- | ------------------------- |
| «Just Another Boy» | 2013                      | 46                        | *                         | —                         | —                         | —                         | - Південна Корея: 42,985                 | Н/Д                       | Сингли поза альбомом      |
| «Climax» | 2013                      | 12                        | *                         | —                         | —                         | 19                        | - Південна Корея: 98,775                 | Н/Д                       | Сингли поза альбомом      |
| «Wait for Me» (기다려) | 2014                      | 48                        | *                         | —                         | —                         | 22                        | - Південна Корея: 95,372                 | Н/Д                       | Сингли поза альбомом      |
| Після дебюту |                           |                           |                           |                           |                           |                           |                                          |                           |                           |
| Корейські |                           |                           |                           |                           |                           |                           |                                          |                           |                           |
| «My Type» (취향저격) | 2015                      | 1                         | *                         | —                         | —                         | 3                         | - Південна Корея: 1,631,503              | Н/Д                       | Welcome Back              |
| «Rhythm Ta» (리듬 타) | 2015                      | 8                         | *                         | —                         | —                         | 11                        | - Південна Корея: 714,377                | Н/Д                       | Welcome Back              |
| «Airplane» | 2015                      | 13                        | *                         | —                         | —                         | 21                        | - Південна Корея: 392,878                | Н/Д                       | Welcome Back              |
| «Anthem» (B.I & Bobby) | 2015                      | 6                         | *                         | —                         | —                         | 4                         | - Південна Корея: 202,061                | Н/Д                       | Welcome Back              |
| «Apology» (지못미) | 2015                      | 1                         | *                         | —                         | —                         | 4                         | - Південна Корея: 600,068                | Н/Д                       | Welcome Back              |
| «What's Wrong?» (왜 또) | 2015                      | 17                        | *                         | —                         | —                         | 14                        | - Південна Корея: 184,477                | Н/Д                       | Welcome Back              |
| «Dumb & Dumber» (덤앤더머)                                                                                                   | 2015                      | 12                        | *                         | —                         | —                         | 7                         | - Південна Корея: 444,032                | Н/Д                       | Welcome Back              |
| «#WYD» (오늘 모해) | 2016                      | 3                         | *                         | —                         | —                         | 6                         | - Південна Корея: 366,838                | Н/Д                       | Сингл без альбому         |
| «Bling Bling» | 2017                      | 24                        | 14                        | —                         | 33                        | 5                         | - Південна Корея: 57,704                 | Н/Д                       | New Kids: Begin           |
| «B-Day» (벌떼) | 2017                      | 36                        | 13                        | —                         | 54                        | 10                        | - Південна Корея: 44,433                 | Н/Д                       | New Kids: Begin           |
| «Love Scenario» (사랑을 했다)                                                                                                | 2018                      | 1                         | 1                         | —                         | 42                        | 4                         | - Південна Корея: 2,500,000 - США: 2,000 | - KMCA: 2x Platinum(st.)  | Return                    |
| «Rubber Band» (고무줄다리기)                                                                                                 | 2018                      | 27                        | 27                        | —                         | —                         | 10                        | Н/Д                                      | Н/Д                       | The New Kids              |
| «Killing Me» (죽겠다) | 2018                      | 9                         | 9                         | —                         | 61                        | 2                         | - США: 1,000                             | Н/Д                       | New Kids: Continue        |
| «Freedom» (바람) | 2018                      | —                         | —                         | —                         | —                         | —                         | Н/Д                                      | Н/Д                       | New Kids: Continue        |
| «Goodbye Road» (이별길) | 2018                      | 2                         | 2                         | —                         | —                         | 20                        | Н/Д                                      | Н/Д                       | New Kids: The Final       |
| «I'm OK» | 2019                      | 31                        | 25                        | —                         | —                         | 2                         | Н/Д                                      | Н/Д                       | The New Kids              |
| «Dive» (뛰어들게) | 2020                      | 128                       | 75                        | —                         | —                         | 15                        | Н/Д                                      | Н/Д                       | I Decide                  |
| «Why Why Why» (왜왜왜) | 2021                      | 107                       | 89                        | —                         | —                         | 14                        | Н/Д                                      | Н/Д                       | Сингл без альбому         |
| «But You» (너라는 이유) | 2022                      | 131                       | —                         | —                         | —                         | —                         | Н/Д                                      | Н/Д                       | Flashback                 |
| «Tantara» (딴따라) | 2023                      | —                         | —                         | —                         | —                         | —                         | Н/Д                                      | Н/Д                       | Take Off                  |
| «U» | 2023                      | —                         | —                         | —                         | —                         | —                         | Н/Д                                      | Н/Д                       | Take Off                  |
| «Panorama» | 2023                      | —                         | —                         | —                         | —                         | —                         | Н/Д                                      | Н/Д                       | Сингл без альбому         |
| Японські |                           |                           |                           |                           |                           |                           |                                          |                           |                           |
| «Dumb & Dumber» | 2016                      | —                         | —                         | 1                         | 1                         | —                         | - Японія: 114,653                        | - RIAJ: Gold              | Сингл без альбому         |
| «—» релізи, що не потрапили у чарти або не були випущені у відповідних регіонах. «*» чарти, що не існували на момент релізу. |                           |                           |                           |                           |                           |                           |                                          |                           |                           |

## Інші пісні у чартах
| Назва                                                                            | Рік  | Пікові позиції у чартах | Пікові позиції у чартах | Пікові позиції у чартах | Продажі                   | Альбом              |
| Назва                                                                            | Рік  | KOR Circle              | KOR Hot                 | US World                | Продажі                   | Альбом              |
| -------------------------------------------------------------------------------- | ---- | ----------------------- | ----------------------- | ----------------------- | ------------------------- | ------------------- |
| «Today» (오늘따라)                                                               | 2015 | 26                      | *                       | —                       | - Південна Корея: 148,762 | Welcome Back        |
| «Welcome Back»                                                                   | 2015 | 30                      | *                       | —                       | - Південна Корея: 107,320 | Welcome Back        |
| «M.U.P» (솔직하게)                                                               | 2015 | 34                      | *                       | —                       | - Південна Корея: 99,470  | Welcome Back        |
| «I Miss You So Bad» (아니라고)                                                   | 2015 | 15                      | *                       | 17                      | - Південна Корея: 193,944 | Welcome Back        |
| «Rhythm Ta Remix» (Rock Version)                                                 | 2015 | 157                     | *                       | —                       | - Південна Корея: 12,788  | Welcome Back        |
| «Long Time No See»                                                               | 2018 | 52                      | 32                      | —                       | Н/Д                       | Return              |
| «Beautiful»                                                                      | 2018 | 80                      | 52                      | —                       | Н/Д                       | Return              |
| «Jerk» (나쁜놈)                                                                  | 2018 | 85                      | 55                      | —                       | Н/Д                       | Return              |
| «Hug Me» (안아보자)                                                              | 2018 | 98                      | 62                      | —                       | Н/Д                       | Return              |
| «Best Friend»                                                                    | 2018 | 99                      | 63                      | —                       | Н/Д                       | Return              |
| «Don't Forget»                                                                   | 2018 | —                       | 65                      | —                       | Н/Д                       | Return              |
| «Don't Let Me Know» (내가 모르게)                                                | 2018 | 83                      | 99                      | —                       | Н/Д                       | New Kids: The Final |
| «Adore You» (좋아해요)                                                           | 2018 | 84                      | 78                      | —                       | Н/Д                       | New Kids: The Final |
| «Perfect» (꼴좋다)                                                               | 2018 | 93                      | 100                     | —                       | Н/Д                       | New Kids: The Final |
| «—» релізи, що не потрапили у чарти або не були випущені у відповідних регіонах. |      |                         |                         |                         |                           |                     |

## Нотатки
1. ↑  Було випущено половину альбомуHalf album released
2. ↑  Було випущено повну версію альбому
3. ↑  Japan sales figures for Return.[10][11][12]
4. ↑  З січня 2018 Gaon Chart більше не опрілюднє продажі по цифровим завантаженням.
5. ↑  Для корейських синглів вказані цифрові завантаження, а для японських фізичні продажі, окрім зазначеного.
6. ↑  У квітні 2018 Gaon Chart започаткували сертифікації для альбомів, завантажень та стримінгу.
7. ↑  Сертифікації Gaon для «Love Scenario»[63][64]
8. ↑  Сингл «Freedom» не потрапив у Gaon Digital Chart, але посів 43 місце у Download chart[66].
9. ↑  Сингл «Tantara» не потрапив у Gaon Digital Chart, але посів 39 місце у Download chart[67].
10. ↑  "U" did not enter the Gaon Digital Chart, але посіла 52 on the Download chart.[68]
11. ↑  Пісня «Don't Forget» не потрапила у Gaon Digital Chart, але посіла 49 місце у чарті завантажень[76].